# Archidamo III
Archidamo III (in greco antico: Ἀρχίδαμος?, Archìdamos; IV secolo a.C. – Manduria, 338 a.C.) fu re di Sparta della dinastia degli Euripontidi dal 360 al 338 a.C.

## Biografia
Archidamo, figlio di Agesilao II, comandò le forze spartane sia prima che durante il suo regno. Archidamo guidò le forze mandate ad aiutare l'esercito spartano sconfitto dai Tebani alla battaglia di Leuttra nel 371 a.C.e successivamente fu comandante durante i combattimenti avvenuti nel Peloponneso.  Archidamo sconfisse gli Arcadi nel 367 a.C. ma a sua volta fu da loro sconfitto nel 364 a.C. a Cromnus. Nel 362 a.C. mostrò grande coraggio nella difesa di Sparta contro il comandante tebano Epaminonda. Durante il suo regno Archidamo sostenne i Focesi contro Tebe nella terza guerra sacra del 355-346 a.C.
Nel 346 a.C. andò a Creta per aiutare la città di Litto nella lotta contro Cnosso, durante la cosiddetta guerra straniera.
Nel 343 a.C. la colonia spartana di Taranto chiese aiuto a Sparta nella guerra contro le popolazioni italiche, soprattutto contro i Messapi e i Lucani. Nel 342 a.C. Archidamo arrivò in Italia con una flotta e un esercito e combatté contro tali popolazioni, ma nel 338 a.C. trovò la morte in battaglia, secondo Plutarco sotto le mura della città di Mendonion (forse l'odierna Manduria). Secondo Diodoro Siculo, invece, il re perì in uno scontro con i Lucani nello stesso momento in cui, in Grecia, si combatteva la celebre Battaglia di Cheronea.